# Saint-Victor-en-Marche
 Saint-Victor-en-Marche  là một xã thuộc tỉnh Creuse trong vùng Nouvelle-Aquitaine miền trung nước Pháp.